# ピースカップ (サッカー)
ピースカップ（英: PEACE CUP）は、クラブチームによるサッカーの国際大会である。統一教会の創始者である文鮮明が設立した財団法人「鮮文平和サッカー財団」（郭錠煥理事長）の主催により、2003年から隔年で開催されていたが、2012年大会をもって終了した。

## 概要
- 大会の趣旨が「国境と人種の違いを超え、サッカーを通して世界平和に寄与する」であるため、大会名に「ピース（Peace）」がつけられている。
- 大会名称は当初「ワールドピースキングカップ」であったが、アジアサッカー連盟（AFC）が勧告したことにより、「ピースカップ」に変更された。
- 大会発足当時、プロサッカーのクラブチームによるカップ戦は南米代表と欧州代表が戦う「トヨタカップ」があったが、各大陸の強豪8クラブチームが参加する大規模なカップ戦が行われたのは今大会が初めてである。
- 2007年6月25日の韓国聯合ニュースによると、同日国際サッカー連盟（FIFA）から正式承認を受けたと報道された。
- 「心情文化平和世界のための一連の活動」である（『ファミリー』2003年8月号）。

## 開催方式
2003から2007年大会までは、グループリーグは8クラブを4クラブずつの2グループに分けて行われ、それぞれのグループの1位が決勝戦を行う。
2009年大会では、12クラブを3クラブずつの4グループに分けて行われ、2012年大会では4クラブ1グループで行われた。

## 参加クラブ

### 2003年大会
- 開催期間は7月15日〜7月22日。
- 元々はASローマ（イタリア）、レバークーゼン（ドイツ）、サンパウロ（ブラジル）が参加する予定だったが、それぞれ棄権した。
- 運営側と韓国の各報道機関が見切り発表と憶測報道を繰り返したため、大騒動となる。特にASローマ公式サイトでは、アクセス過多によりサーバーがダウンする事態が発生。結局、ASローマは不参加となるが、運営側は当時猛威をふるっていたSARSのためと発表。この事態を受け、すでに前売りチケットを購入していたファンから不評を買い、訴訟騒ぎにまで発展することとなる。
- 組み分け抽選会にはペレ夫妻が招待され、セレモニーでペレ夫人が唄を披露。その後、ペレ夫妻は当初の滞在予定を大幅に繰り上げ、ほとんどの試合を見る事なく早々に帰国。
- 優勝したPSVには教祖の文鮮明からカップと賞金を直接手渡され、大会MVPには朴智星（当時PSV）が選ばれた。
- このときの韓国サッカークジ「サッカー・トト」の売り上げが史上最高（11億4千万ウォン）を記録した（従来の最高は3億6千万ウォン）。
- 大会終了後、高額なチケット代や韓国に縁のないクラブ同士の試合による集客問題、過密日程、マッチメイクなど運営面での課題が浮き彫りとなった。

#### グループA
- ベシクタシュ （ トルコ）
- 城南一和天馬 （ 韓国）
- カイザー・チーフス （ 南アフリカ共和国）
- オリンピック・リヨン （ フランス）

#### グループB
- 1860ミュンヘン （ ドイツ）
- ナシオナル （ ウルグアイ）
- ロサンゼルス・ギャラクシー （ アメリカ合衆国）
- PSV （ オランダ）

### 2005年大会
- 開催期間は7月15日〜7月24日。
- 前回同様、ペレ夫妻と元南ア大統領のネルソン・マンデラを抽選会と開会式に招待し、参加が決定したと報じられたが、プライベートな事情との理由で直前になって不参加。
- 主審にイタリア人のピエルルイジ・コッリーナを招待する計画が浮上するも、直前になってキャンセルされた。
- 2004年10月、横浜F・マリノスに参加を打診中と報じられた。
- 2005年には第3回大会を朝鮮民主主義人民共和国で行うとの報道があり、混乱を招く事態となる。
- 2005年6月、当時PSVに所属していた朴智星がマンチェスター・ユナイテッドへの移籍が決まり、ピースカップへの不参加が決まる。
- 同大会には李天秀（当時はレアル・ソシエダからヌマンシアへレンタル移籍、ソシエダとは契約満了寸前）が大会期間中限定でソシエダに復帰する。しかし、当時の李天秀は怪我のリハビリと兵役で試合からは遠ざかっていた。大会後、古巣であるKリーグの蔚山現代へ復帰。
- 同大会期間前後（7月15日〜7月24日）、大会組織委員会の許可を得ず、参加クラブ関連の行事や親善試合を開催しようとする韓国企業が続出した。また、高麗大学OBチームはPSVアイントホーフェンと親善試合（PSV来韓日の12日に到着後、すぐ試合を行った）を強行することとなった。
- 開幕式には、全斗煥・元大統領夫妻をはじめ韓国政界から多数出席。郭錠煥・大会組織委員長（韓国プロサッカー連盟会長）や鄭夢準（韓国サッカー協会会長）らも出席し、鄭夢準・サッカー協会会長は祝辞を述べた。
- 前回同様、優勝したトットナム・ホットスパーは教祖の文鮮明からカップと賞金を直接手渡され、この模様は統一協会の機関誌（グラフ新天地2006年1月号）に掲載される。
- MVP（ゴールデンボール賞）はロビー・キーン（トッテナム・ホットスパー）、シルバーボール賞はミド（トッテナム・ホットスパー）、ブロンズボール賞は李榮杓（PSV）が受賞。
- 得点王（ゴールデンシューズ賞）はロビー・キーン（4得点、トッテナム・ホットスパー）、シルバーシューズ賞はミド（2得点、トッテナム・ホットスパー）、ブロンズシューズ賞はヨン・カリュー（2得点、オリンピック・リヨン）が受賞。

#### グループA
- 城南一和天馬 （ 韓国）
- オリンピック・リヨン （ フランス）
- オンセ・カルダス （ コロンビア）
- PSV （ オランダ）

#### グループB
- ボカ・ジュニアーズ （ アルゼンチン）
- レアル・ソシエダ （ スペイン）
- マメロディ・サンダウンズ （ 南アフリカ共和国）
- トッテナム・ホットスパー （ イングランド）

### 2007年大会
- 2005年から2006年にかけ、北朝鮮で開催される予定との報道が流れた。過去2大会と比較し、事前報道が少ないまま5月27日に参加クラブが確定した。
- これまで日本の報道機関があまり取り上げなかったピースカップだが、2007年5月9日付の日刊スポーツが報道。
- 日刊スポーツによると、2007年始めから横浜F・マリノス、ジェフ千葉、ガンバ大阪、鹿島アントラーズなどに参加を打診、特にガンバ大阪へは日韓共催を視野に入れた内容であった模様。ナビスコカップや代表日程と重なる等の理由で断ったと報道された。
- 2007年5月28日、朝鮮日報日本語版で清水エスパルスの参加が決定と報道（現地韓国では各紙が27日に報道済み）され、これを引用する形で日本の報道機関が続く。
- 2007年5月29日午前11時、韓国ソウルで組み合わせ抽選会が行われた。現地韓国の各報道機関は速報で流し、同日正午には詳細が現地で報道された。なお、清水エスパルスが公式サイトで参加を発表したのは同日19時前後であった。
- 2007年6月8日付の日刊スポーツが、全国霊感商法対策弁護士連絡会（対策弁連）が清水に参加辞退を要請したと報道。
  - 清水エスパルス広報部のコメント「統一教会の主催なら出場していない。財団と教会は直結した関係と認識していないので出場する」
  - 統一教会・広報部（東京）のコメント「全国霊感商法対策弁護士連絡会は、ある特定の政治的意図をもって発足した団体。彼らの主張は、健全なスポーツ精神によって人種、国境、文化の壁を越え、世界の和合を目指そうとする「スポーツ祭典」に対するひぼうであり、思想の自由に対する侵害行為。ピース杯は世界から、サッカーを愛する人々が集まって和合するための祭典で、ある特定の団体の利益を目的とするものではありません。」
- しんぶん赤旗は、対策弁連が設定した回答期限は6月14日、また対策弁連のコメントとして、高額の賞金は出所が不明であることから日本での霊感商法の収益の疑いがあると報じている。
- 6月12日付けの韓国連合ニュースによると、主力選手の移籍のため、ウディネーゼが出場をキャンセルし、代わりにラシン・サンタンデールが出場すると報道。
- 清水エスパルスはグループステージ敗退した。
- オリンピック・リヨンが初優勝。前2大会では決勝まで進出するも敗れていたため、念願が叶っての優勝だった。
- MVP（ゴールデンボール賞）はカリム・ベンゼマ（オリンピック・リヨン）が受賞。

#### グループA
- 城南一和天馬 （ 韓国）
- ラシン・サンタンデール （ スペイン）
- ボルトン・ワンダラーズ （ イングランド）
- グアダラハラ （ メキシコ）

#### グループB
- 清水エスパルス （ 日本）
- オリンピック・リヨン （ フランス）
- リーベル・プレート （ アルゼンチン）
- レディング （ イングランド）

### 2009年大会
- 開催期間は7月24日～8月3日の10日間。
- スペインのアンダルシア州各地と首都マドリードで行われた。韓国以外で開催された初めて大会となった。
- 優勝賞金は200万ユーロ（約2億7000万円）。
- 参加チームは地元スペインの3クラブと世界の強豪9クラブの合計12クラブ。4グループに分かれて予選を行い、グループ首位のクラブが準決勝、決勝を争った。
- 準決勝は7月31日に行われ、対戦カードはレアル・マドリード対ユヴェントス、アストン・ヴィラ対ポルトの組み合わせとなった。
- この年にレアル・マドリードへ移籍したクリスティアーノ・ロナウドとカカは、本大会で実戦デビューすることが濃厚であると報道[1]されたが、カカは合流が遅れて不参加。C・ロナウドは1ゴールを挙げたものの、チームは準決勝敗退となった。
- 決勝戦はユヴェントスとアストン・ヴィラとの組み合わせとなり、大会史上初のPK戦の末、アストン・ヴィラが初優勝を手にした。
- 大会MVPにはアストン・ヴィラのFWアシュリー・ヤングが選ばれた。

#### グループA
- ユヴェントス （ イタリア）
- セビージャ （ スペイン）
- 城南一和天馬 （ 韓国）

#### グループB
- レアル・マドリード （ スペイン）
- LDUキト （ エクアドル）
- アル・イテハド （ サウジアラビア）

#### グループC
- マラガ （ スペイン）
- アストン・ヴィラ （ イングランド）
- アトランテ （ メキシコ）

#### グループD
- オリンピック・リヨン （ フランス）
- ポルト （ ポルトガル）
- ベシクタシュ （ トルコ）

### 2012年大会
- この大会から開催地が再び韓国になった。開催期間は7月19日〜7月22日。
- 参加クラブ数は8クラブから4クラブへと縮小した。
- 優勝はハンブルガーSV。
- 後に文鮮明死去。統一教会はサッカー等の対外事業縮小により、今大会をもって廃止となった。

- ハンブルガーSV （ ドイツ）
- サンダーランド （ イングランド）
- フローニンゲン （ オランダ）
- 城南一和天馬 （ 韓国）

## 結果
| 年度 | 優勝                     | 結果                 | 準優勝                 |
| ---- | ------------------------ | -------------------- | ---------------------- |
| 2003 | PSV                      | 1 - 0                | オリンピック・リヨン   |
| 2005 | トッテナム・ホットスパー | 3 - 1                | オリンピック・リヨン   |
| 2007 | オリンピック・リヨン     | 1 - 0                | ボルトン・ワンダラーズ |
| 2009 | アストン・ヴィラ         | 0 - 0 aet (PK 4 - 3) | ユヴェントス           |
| 2012 | ハンブルガーSV           | 1 - 0                | 城南一和天馬           |

## 統計

### クラブ別成績
| クラブ名                 | 優 | 準 | 優勝年度 | 準優勝年度 |
| ------------------------ | -- | -- | -------- | ---------- |
| オリンピック・リヨン     | 1  | 2  | 2007     | 2003,2005  |
| PSV                      | 1  | 0  | 2003     |            |
| トッテナム・ホットスパー | 1  | 0  | 2005     |            |
| アストン・ヴィラ         | 1  | 0  | 2009     |            |
| ハンブルガーSV           | 1  | 0  | 2012     |            |
| ボルトン・ワンダラーズ   | 0  | 1  |          | 2007       |
| ユヴェントス             | 0  | 1  |          | 2009       |
| 城南一和天馬             | 0  | 1  |          | 2012       |

### クラブ所在国別成績
| 国・地域名   | 優 | 準 |
| ------------ | -- | -- |
| イングランド | 2  | 1  |
| フランス     | 1  | 2  |
| オランダ     | 1  | 0  |
| ドイツ       | 1  | 0  |
| イタリア     | 0  | 1  |
| 韓国         | 0  | 1  |